# El robo del $iglo
El robo del $iglo is een Colombiaanse televisieserie, die geproduceerd werd door Dynamo Producciones voor Netflix. De zes afleveringen werden tegelijkertijd gereleased op 14 augustus 2020. De serie is gebaseerd op het verhaal van de bankroof op de Banco de la República in Valledupar uit 1994. 

## Verhaal
Juwelier Chayo wil een grote slag slaan door de bank in Valledupar te beroven. Hij stelt een bende samen en doktert een plan uit om er binnen te komen en zo 23 miljard peso te stelen.

## Rolverdeling
| Acteur           | Personage |
| ---------------- | --------- |
| Andrés Parra     | Chayo     |
| Christian Tappan | Molina    |
| Waldo Urego      | El Dragón |
| Marcela Benjumea | Doña K    |
| Paula Castaño    | Carmen    |
| Rodrigo Jerez    | Estiven   |
| Katherine Vélez  | Romy      |